# Bajoneta
Bajoneta (en francès Bajonnette) és un municipi francès situat al departament del Gers i a la regió d'Occitània.

## Geografia

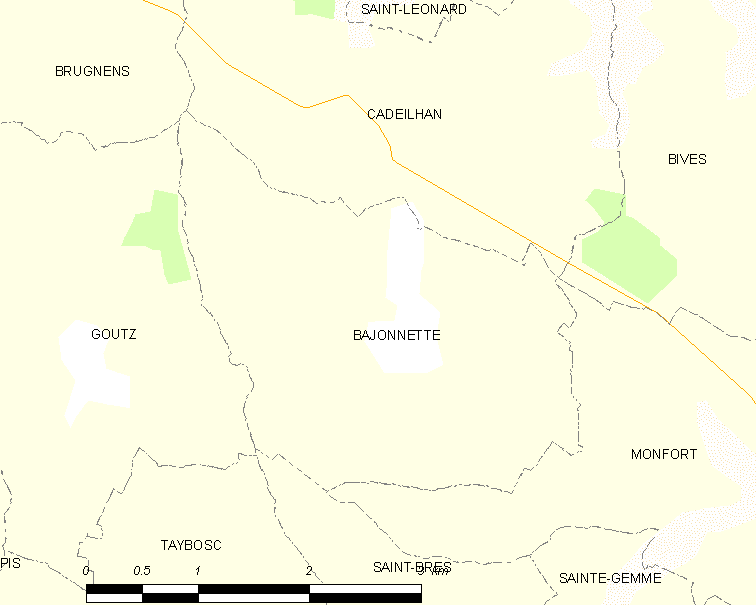
Mapa de la comuna de Bajoneta

## Administració i política

### Alcaldes
| Període   | Identitat         | Partit        |
| --------- | ----------------- | ------------- |
| 2001-2014 | Denis Bègue       | Divers gauche |
| 2014-     | Alexandre Laffont |               |

## Demografia
| 1962                                       | 1968 | 1975 | 1982 | 1990 | 1999 | 2006 |
| ------------------------------------------ | ---- | ---- | ---- | ---- | ---- | ---- |
| 152                                        | 159  | 146  | 135  | 103  | 92   | 101  |
| Des de 1962: població sense dobles comptes |      |      |      |      |      |      |